# Ricardo Guimarães
Ricardo Guimarães, född 4 januari 1909, död 14 januari 1974, var en friidrottare från Brasilien. Han deltog vid olympiska sommarspelen 1932.